# Bodlok modropáskovaný
Bodlok modropáskovaný také bodlok Blochův (Acanthurus blochii) je druh tropické ryby z čeledi bodlokovití. Druh byl popsán roku 1835 Achillem Valenciennesem.

## Popis a výskyt
Má modrošedou barvu s četnými žlutavě hnědými skvrnami, které mají tendenci vytvářet nepravidelné podélné čáry, hlava s úzkými nepravidelnými pruhy. Za okem má žlutou skvrnu a má hnědou prsní ploutev. Základnu ocasní ploutve tvoří bílý pruh. Od bodloka Dussumierova se liší svislými pruhy ve střední oblasti ocasní ploutve místo modré skvrny. Od bodloka žlutočelého se liší srpkovitou ocasní ploutví a od bodloka žlutoploutvého hnědou až modrošedou prsní ploutví. Bílý prsten kolem spodní části ocasu má různou intenzitu a může i chybět. Tělo bodloka modropáskovaného tvoří 9 hřbetních trnů, 25-27 hřbetních měkkých paprsků, 3 anální trny a 24-25 análních měkkých paprsků. Dosahuje délky max. 45 cm a dožívá se max. 35 let.
Dospělí se vyskytují ve vnějších lagunách a útesech směrem k moři v hloubce 2-15 m, obvykle v malých skupinách a v některých lokalitách oceánu tvoří tzv. školy (více ryb). Domovem tohoto bodloka je Indo-Pacifik, Východní Afrika včetně Maskarén, Havajské a Společenské ostrovy, sever souostroví Rjúkjú a jih Ostrova lorda Howa.

## Potrava
Bodlok oranžovoocasý se živí jako ostatní bodloci vodními rostlinami, planktonem a dalšími drobnými živočichy.

## Hospodářské využití
Je využívána jako akvarijní ryba. Lze ji chovat ve společnosti jiných bodloků či v přítomnosti dalšího kusu stejného druhu. Může projevit mírnou agresivitu vůči vlastnímu druhu. Potřebuje velký prostor na plavání a silnější proudění vody. Je to klidná ryba. Minimální velikost nádrže je 950 l.